# Бюан, Жеан
Анри Жеан Эрик Жозеф Мари де Бюан (фр. Henri Jéhan Éric Joseph Marie de Buhan, 5 апреля 1912 — 14 сентября 1999) — французский фехтовальщик-рапирист, олимпийский чемпион и чемпион мира.

## Биография
Родился в 1912 году в Бордо. В 1938 году стал обладателем серебряной медали чемпионата мира.
После Второй мировой войны был одним из ведущих мировых фехтовальщиков-рапиристов. В 1947 году стал чемпионом мира в рапире и шпаге. В 1948 году стал обладателем двух золотых медалей Олимпийских игр в Лондоне. В 1949 году завоевал серебряную медаль чемпионата мира. На чемпионате мира 1950 года завоевал три серебряные медали (в том числе одну в шпаге). На чемпионате мира 1951 года стал обладателем золотой и бронзовой медалей. В 1952 году стал чемпионом Олимпийских игр в Хельсинки. 